# Bok Jankovac
Bok Jankovac (en serbio: Бок Јанковац) es una localidad habitada de la municipalidad de Gradiška, Republika Srpska, Bosnia y Herzegovina.

## Población
| Composición de la Población - Localidad de Bok Jankovac | Composición de la Población - Localidad de Bok Jankovac | Composición de la Población - Localidad de Bok Jankovac | Composición de la Población - Localidad de Bok Jankovac | Composición de la Población - Localidad de Bok Jankovac |
| ------------------------------------------------------- | ------------------------------------------------------- | ------------------------------------------------------- | ------------------------------------------------------- | ------------------------------------------------------- |
|                                                         | 2013                                                    | 1991                                                    | 1981                                                    | 1971                                                    |
| Total                                                   | 1.196 (100%)                                            | 754 (100%)                                              | 415 (100%)                                              | 504 (100%)                                              |
| Mujeres                                                 | 608 (50,84%)                                            | -                                                       | -                                                       | -                                                       |
| Varones                                                 | 588 (49,16%)                                            | -                                                       | -                                                       | -                                                       |
| Serbios                                                 | 1.078 (90,13%)                                          | 480 (63,66%)                                            | 270 (65,06%)                                            | 329 (65,28%)                                            |
| Croatas                                                 | 55 (4,599%)                                             | 147 (19,50%)                                            | 87 (20,96%)                                             | 146 (28,97%)                                            |
| Bosniacos                                               | 31 (2,592%)                                             | 65 (8,621%)                                             | 36 (8,675%)                                             | 28 (5,556%)                                             |
| Sin declarar                                            | 25 (2,090%)                                             | -                                                       | -                                                       | -                                                       |
| Otros                                                   | 5 (0,418%)                                              | 16 (2,122%)                                             | -                                                       | -                                                       |
| Yugoslavos                                              | 1 (0,084%)                                              | 46 (6,101%)                                             | 22 (5,301%)                                             | 1 (0,198%)                                              |
| Montenegrinos                                           | 1 (0,084%)                                              |                                                         |                                                         |                                                         |